# Rybníky (ort i Tjeckien, Södra Mähren)
Rybníky är en ort i Tjeckien.   Den ligger i regionen Södra Mähren, i den sydöstra delen av landet, 180 km sydost om huvudstaden Prag. Rybníky ligger 256 meter över havet och antalet invånare är 403.
Terrängen runt Rybníky är huvudsakligen platt, men österut är den kuperad. Runt Rybníky är det ganska tätbefolkat, med 78 invånare per kvadratkilometer. Närmaste större samhälle är Moravský Krumlov, 3,4 km nordost om Rybníky. Trakten runt Rybníky består till största delen av jordbruksmark.